# Marcos Perestrello
Marcos da Cunha e Lorena Perestrello de Vasconcellos (Lisboa, 23 de agosto de 1971) é um político português. Atualmente, desempenha as funções de Vice-Presidente da Assembleia da República, deputado à Assembleia da República e faz parte do secretariado nacional do partido socialista. Foi Secretário de Estado da Defesa Nacional de Portugal, no governo de António Costa, e Secretário de Estado da Defesa Nacional e dos Assuntos do Mar, no XVIII Governo Constitucional.

## Biografia
Filho de João Augusto da Costa Perestrello de Vasconcellos (Lisboa, Lapa, 20 de dezembro de 1929 - 2 de março de 2009), Fundador e 1.º Provedor da Santa Casa da Misericórdia de Loures, Prior da Cova da Piedade e de Loures, sobrinho-trineto do 1.º Visconde de São Torquato e do 1.º Visconde dos Olivais, tetraneto dum Francês, bisneto materno de Alfredo da Costa, de ascendência Goesa pelo pai e Italiana e Francesa pela mãe, e de sua mulher filha de pai Dinamarquês, e de sua mulher (Lisboa, São João de Brito, 4 de abril de 1971) Maria Isabel da Cunha e Lorena (Loures, Loures, 29 de julho de 1948), trineta do 8.º Conde de São Vicente e sobrinha-bisneta e bisneta do 3.º Conde de São Martinho.
Tirou a Licenciatura em Direito, pela Faculdade de Direito da Universidade de Lisboa, tendo exercido depois advocacia.
Foi Adjunto do Ministro dos Assuntos Parlamentares (1999-2000) e Chefe de Gabinete do Secretário de Estado da Administração Interna (1995-1999). Em 2001, fundou e assumiu a direcção do CIMASA - Centro de Informação, Mediação e Arbitragem de Seguros Automóveis, onde se encontram reunidos representantes das empresas seguradoras, através da Associação Portuguesa de Seguradores, dos consumidores, através da DECO, e dos automobilistas, através dos ACP. Dirigiu este organismo até 2007.
Em 2004, foi eleito membro do Secretariado Nacional do PS, função a que renunciou em Outubro de 2010 para ser Presidente da Federação de Lisboa do mesmo partido.
Em 2005, foi eleito deputado à Assembleia da República e vice-presidente do Grupo Parlamentar do PS, tendo assento parlamentar nas X, XII, XIII, XIV e XV legislaturas.
Em 2007, foi eleito vereador e, até 2009, assumiu a vice-presidência da Câmara Municipal de Lisboa. Tornou-se, durante o XVIII Governo Constitucional, no Secretário de Estado da Defesa Nacional e dos Assuntos do Mar, de 2009 a 2011. Em 2015, depois de eleito Deputado, integrou ainda o XXI Governo Constitucional na qualidade de Secretário de Estado da Defesa Nacional até 2018, quando reassumiu as suas anteriores funções de Deputado.
A 27 de março de 2024 foi eleito Vice-Presidente da Assembleia da República.